# Wake (Eisloch)

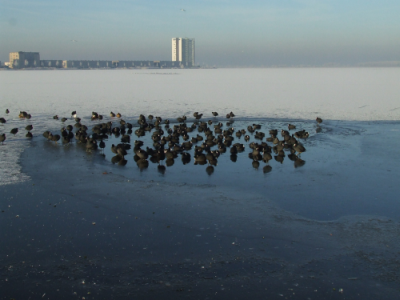
Wake verursacht durch einen Schwarm Blässhühner

Eine Wake ist ein natürlich entstandenes Loch oder ein Riss im Eis. Als Ursache zur Entstehung von Waken kommt Bewegung des Wassers, verursacht durch Strömung, Wind und Wassertiere in Frage. Durch die Bewegung kann das Wasser an manchen Stellen nicht zufrieren und an den Rändern der Wake ist das Eis deutlich dünner als an anderen Stellen des zugefrorenen Gewässers.
Besonders gefährlich sind Waken beim Eislaufen.
Von Waken zu unterscheiden sind Wuhnen, die im Gegensatz zu diesen künstlich in die Eisfläche geschlagene Löcher sind. 
Im Zusammenhang mit dem Meereis spricht man auch bei quer zur Eisdrift verlaufenden oder durch Scherkräfte aufgerissenen Rinnen (engl. lead) von Waken. Im ruhigeren Wasser der Waken kann sich neues Meereis (Nilas) bilden. Solche Waken können schiffbar sein. Polynjas sind, im Unterschied zu Waken, großflächige, unregelmäßig geformte, über einen längeren Zeitraum offene oder nur wenig überfrorene Flächen im Meereis.